# Maestro di san Pietro in Sylvis
Le Maestro di san Pietro in Sylvis, est un peintre italien de l'école de Rimini, un maître anonyme, actif dans la première moitié du Trecento, le XIVe siècle italien. 

## Biographie
De nombreux critiques estiment que le Maestro di San Pietro in Sylvis n'est autre que Pietro da Rimini à qui ils attribuent la paternité ou la responsabilité principale de plusieurs cycles de fresques dans le chœur de l'abbaye San Pietro in Sylvis à Bagnacavallo.

## Œuvres
- Crucifixion et Apôtres (1320-1330), cycle de fresques de l'abbaye de San Pietro in Sylvis, Bagnacavallo, Émilie-Romagne.